# Blue Earth County
Das Blue Earth County ist ein County im US-amerikanischen Bundesstaat Minnesota. Im Jahr 2020 hatte das County 69.112 Einwohner und eine Bevölkerungsdichte von 35,5 Einwohnern pro Quadratkilometer. Der Verwaltungssitz (County Seat) ist Mankato, das nach dem Sioux-Ausdruck für Blaue Erde benannt wurde.

## Geografie
Das County liegt üm Süden von Minnesota an der Mündung des Blue Earth River in den Minnesota River. Es ist etwa 40 km von Iowa entfernt und hat eine Fläche von 1984 Quadratkilometern, wovon 35 Quadratkilometer Wasserfläche sind. An das Blue Earth County grenzen folgende Nachbarcountys:
| Brown County    | Nicollet County  | Le Sueur County |
| Watonwan County |                  | Waseca County   |
| Martin County   | Faribault County |                 |

## Geschichte
Das Blue Earth County wurde am 5. März 1853 aus Teilen des Dakota County und als frei bezeichnetem Territorium gebildet. Benannt wurde es nach dem Blue Earth River.
28 Bauwerke und Stätten des Countys sind im National Register of Historic Places eingetragen (Stand 28. Januar 2018).

## Demografische Daten
Nach der Volkszählung im Jahr 2010 lebten im Blue Earth County 64.013 Menschen in 24.045 Haushalten. Die Bevölkerungsdichte betrug 32,8 Einwohner pro Quadratkilometer. In den 24.045 Haushalten lebten statistisch je 2,49 Personen.
Ethnisch betrachtet setzte sich die Bevölkerung zusammen aus 93,1 Prozent Weißen, 2,8 Prozent Afroamerikanern, 0,3 Prozent amerikanischen Ureinwohnern, 2,3 Prozent Asiaten sowie aus anderen ethnischen Gruppen; 1,5 Prozent stammten von zwei oder mehr Ethnien ab. Unabhängig von der ethnischen Zugehörigkeit waren 2,6 Prozent der Bevölkerung spanischer oder lateinamerikanischer Abstammung.
19,2 Prozent der Bevölkerung waren unter 18 Jahre alt, 68,8 Prozent waren zwischen 18 und 64 und 12,0 Prozent waren 65 Jahre oder älter. 49,7 Prozent der Bevölkerung war weiblich.

Das jährliche Durchschnittseinkommen eines Haushalts lag bei 48.911 USD. Das Pro-Kopf-Einkommen betrug 23.996 USD. 18,9 Prozent der Einwohner lebten unterhalb der Armutsgrenze.

## Ortschaften im Blue Earth County
Citys
| - Amboy - Eagle Lake - Good Thunder - Lake Crystal | - Madison Lake - Mankato1 - Mapleton - Minnesota Lake2 | - Pemberton - Skyline - St. Clair - Vernon Center |

Census-designated place (CDP)
- Garden City

1 – teilweise im Nicollet County

2 – teilweise im Faribault County

## Gliederung
Das Blue Earth County ist neben den zwölf Citys in 23 Townships eingeteilt:
| Township                  | Einwohner (2010) | FIPS     |
| ------------------------- | ---------------- | -------- |
| Beauford Township         | 406              | 27-04330 |
| Butternut Valley Township | 325              | 27-09046 |
| Cambria Township          | 260              | 27-09352 |
| Ceresco Township          | 239              | 27-10756 |
| Danville Township         | 240              | 27-14752 |
| Decoria Township          | 1104             | 27-15130 |
| Garden City Township      | 689              | 27-23102 |
| Jamestown Township        | 693              | 27-31688 |

| Township           | Einwohner (2010) | FIPS     |
| ------------------ | ---------------- | -------- |
| Judson Township    | 554              | 27-32210 |
| Le Ray Township    | 746              | 27-36584 |
| Lime Township      | 1395             | 27-37052 |
| Lincoln Township   | 200              | 27-37124 |
| Lyra Township      | 327              | 27-38870 |
| McPherson Township | 466              | 27-39176 |
| Mankato Township   | 1969             | 27-39896 |
| Mapleton Township  | 310              | 27-40328 |

| Township                | Einwohner (2010) | FIPS     |
| ----------------------- | ---------------- | -------- |
| Medo Township           | 364              | 27-41498 |
| Pleasant Mound Township | 214              | 27-51604 |
| Rapidan Township        | 1101             | 27-53206 |
| Shelby Township         | 265              | 27-59458 |
| South Bend Township     | 1682             | 27-61240 |
| Sterling Township       | 296              | 27-62716 |
| Vernon Center Township  | 262              | 27-66928 |